# Huibert Visnich
Huibert Visnich (?  – Mosul, begin 1630) was een koopman in dienst van de VOC. In de jaren 1623 tot 1630 stichtte hij handelskantoren in Gamron en Isfahan in Perzië en bracht ze tot bloei. In de kantoren werd ruwe zijde ingekocht voor de markt in Europa, deels betaald met meegebrachte contanten en deels met de verkoop ter plekke van specerijen en andere producten uit India en Zuidoost-Azië. Later werd Visnich beschuldigd van fraude en vertrok hij over land naar Aleppo, vermoedelijk om van daar naar de Republiek te reizen. Hij werd onderweg in de buurt van Mosul door de Ottomanen vermoord.

## In dienst bij de VOC
Over Visnichs eerste levensperiode is niets bekend. In 1620 was hij in Aleppo, de handelsstad in de Levant, toen onderdeel van het Ottomaanse Rijk, waar karavanen uit Perzië hun ruwe zijde afleverden voor verder transport naar het Middellandse Zeegebied. Visnich hield zich hier waarschijnlijk al met de zijdehandel bezig. In deze tijd werd er in Europa meer dan 200 ton zijde per jaar geïmporteerd. De Republiek, die in 1612 diplomatieke betrekkingen had aangeknoopt met het Ottomaanse Rijk, had sinds 1613 een consulaat in Aleppo. Nederlandse kooplieden verdrongen in de Levant dankzij een efficiëntere scheepvaart de Venetianen en de Fransen, vooral in de handel in katoen (destijds een luxe product) vanuit Cyprus en Egypte, en in zijde vanuit Aleppo. In 1621 liep echter het Twaalfjarig Bestand met Spanje af, zodat Nederlandse schepen in de regio niet meer veilig waren. De nieuwe Spaanse koning Filips IV hernieuwde het embargo op Nederlandse schepen rond Spanje en Zuid-Italië, waarop de Nederlandse handel instortte. Rond deze tijd nam Visnich dienst bij de VOC.

## India

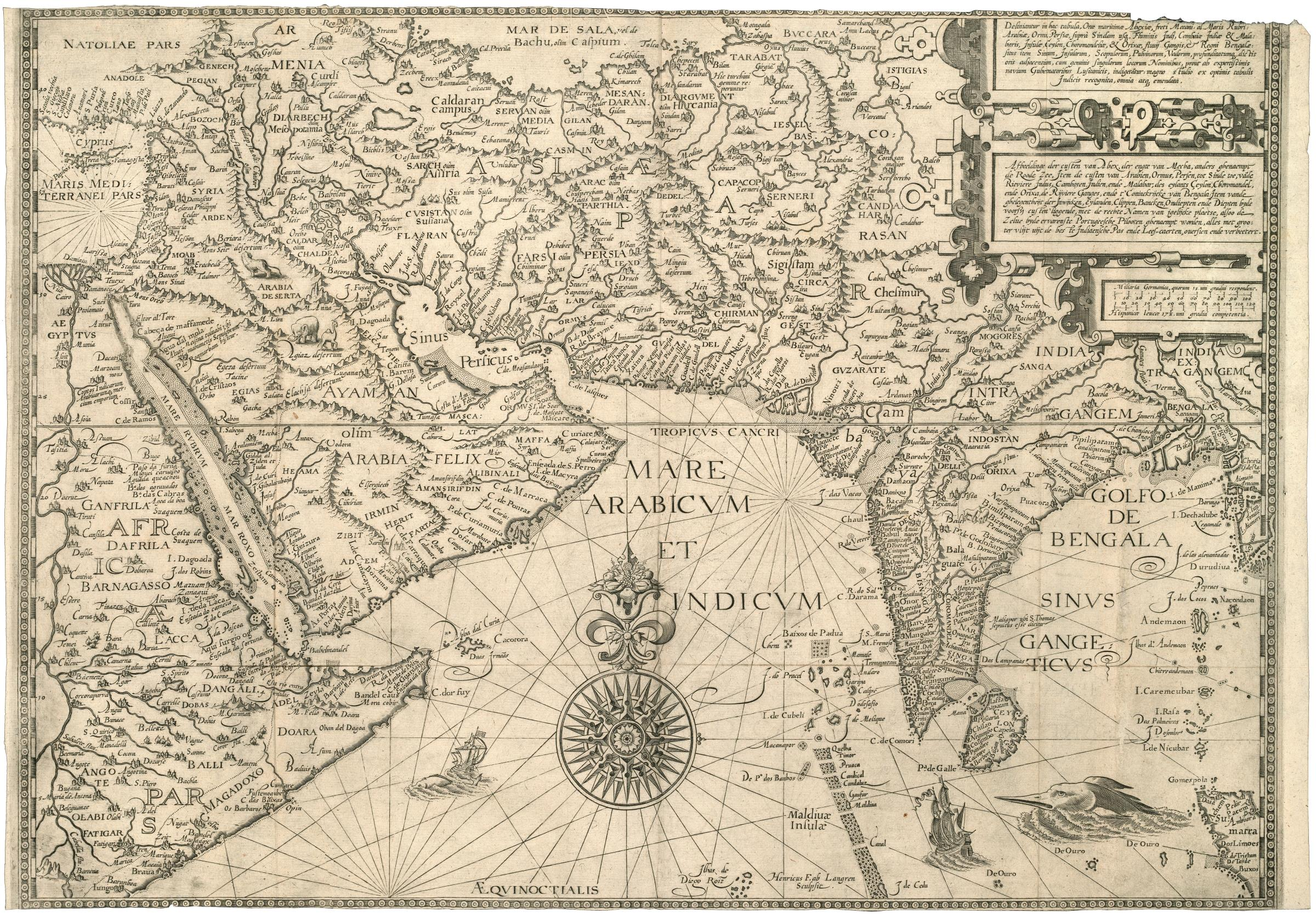
Kaart van ca. 1623 met o.a. India, Arabië en Perzië rond de Arabische Zee.

Op 23 juni 1621 kwam hij als opperkoopman aan in Paliacatte aan de Coromandelkust van India, een 'tamelijc steedeken, met inwoners die zich met het 'maecken van cattoene lijwaten erneeren, als meede met schilderen op deselve. Hier heeft de compe. een casteell genaempt Geldria, ’t welck leijt in vier flanckeerende puncten, heeft een steenen muir, neegen voedt dick, met een aerde wall van 24 voedt, met een graght wijt omtrent 100 voedt, diep voedt water, dit casteell is versien met 28 grove stucken, soo metale als isere, hier leijt ordinnarij in garnisoen 100 a 130 soldaten.'  Later dat jaar reisde hij verder naar Masulipatam, ook aan de kust gelegen, in het sjiietische sultanaat Golkonda. Vandaar reisde hij van november tot maart 1622 door het binnenland van India om de kleurstof indigo in te kopen. In dit product beheerste de VOC de handel op Europa. De indigo werd gewonnen uit de bladeren van heesters en in de vorm van gedroogde koeken verscheept naar Europa, waar ze gebruikt werden in de blauwververijen. Vervolgens kreeg Visnich opdracht van Jan Pieterszoon Coen om over land door Golkonda naar Suratte aan de noordwestkust te gaan en zich daar in te schepen naar Djask in Perzië, waar de Engelse Oost-Indische Compagnie een kantoor had. Hij moest daar zijde in gaan kopen. De Compagnie hoopte samen met de Engelsen de lucratieve zijdehandel via Aleppo 'eenichsints te diverteren' door de zijde per schip rond Afrika naar Europa te vervoeren. Intussen kochten andere Nederlandse kooplieden de zijde vanuit Rusland in, om het via de Kaspische Zee, Moskou en Archangel naar Amsterdam te brengen. In 1630 kwam nog slechts 20 procent van de geïmporteerde zijde in Amsterdam vanuit de Middellandse Zee. De rest kwam via Rusland en de Kaap de Goede Hoop.
In april 1622 was Visnich in de hoofdstad van Golkonda. Hier ontmoette hij een gezant van de sjah van Perzië, Cassim Bey, met wie hij vriendschap sloot en van wie hij aanbevelingsbrieven kreeg voor diverse hoogwaardigheidsbekleders aan het hof van sjah Abbas. (de 'Chiabas' in de VOC-missiven) Ook bevriende hij de ambassadeur van de 'aldergrootsten Coninck Selim Schia' (de Mogolkeizer Jahangir), die hem vroeg of hij 'iets te coop, ofte eenige vremde curiuesheden' bij zich had. Visnich had geen handelswaar bij zich, maar wel een in Nederland gedrukte Arabische uitgave van het Nieuwe Testament. De ambassadeur, die deze taal sprak, was hier blij mee en vroeg Visnich met hem mee te reizen terug naar Agra. Via Agra kwam Visnich op 24 mei in Suratte aan, waar hij zich meldde bij de directeur Pieter van den Broecke, die van zijn komst niet op de hoogte bleek te zijn. Tot 2 december verbleef Visnich in Suratte en omstreken. Toen vertrok hij met de vloot van Jacob Dedel die naar het Portugese Goa ging voor de jaarlijkse blokkade van die stad. Kort daarna stuurde Van den Broecke de uit Batavia gearriveerde Heusden erachter aan. Dit schip, onder bevel van opperkoopman Francois Lemmens, moest met geld en goederen de handel gaan openen in Perzië. Dedel plaatste Visnich op de Heusden als vice-commandeur, zodat hij Coens opdracht kon gaan uitvoeren. Eind januari 1623 vertrok de Heusden van Goa naar de Rode Zee.

## Jemen

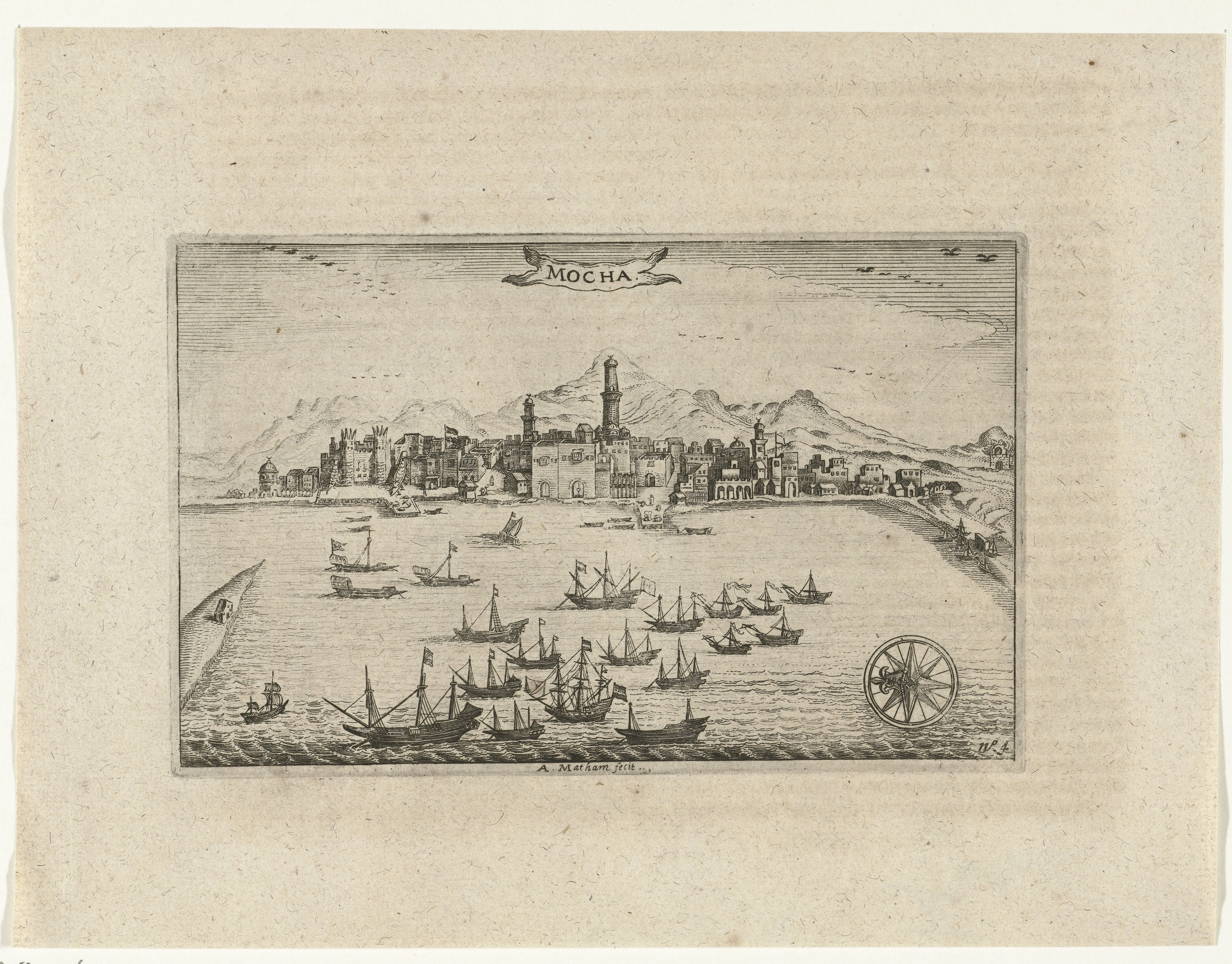
De haven van Mocha in 1616.

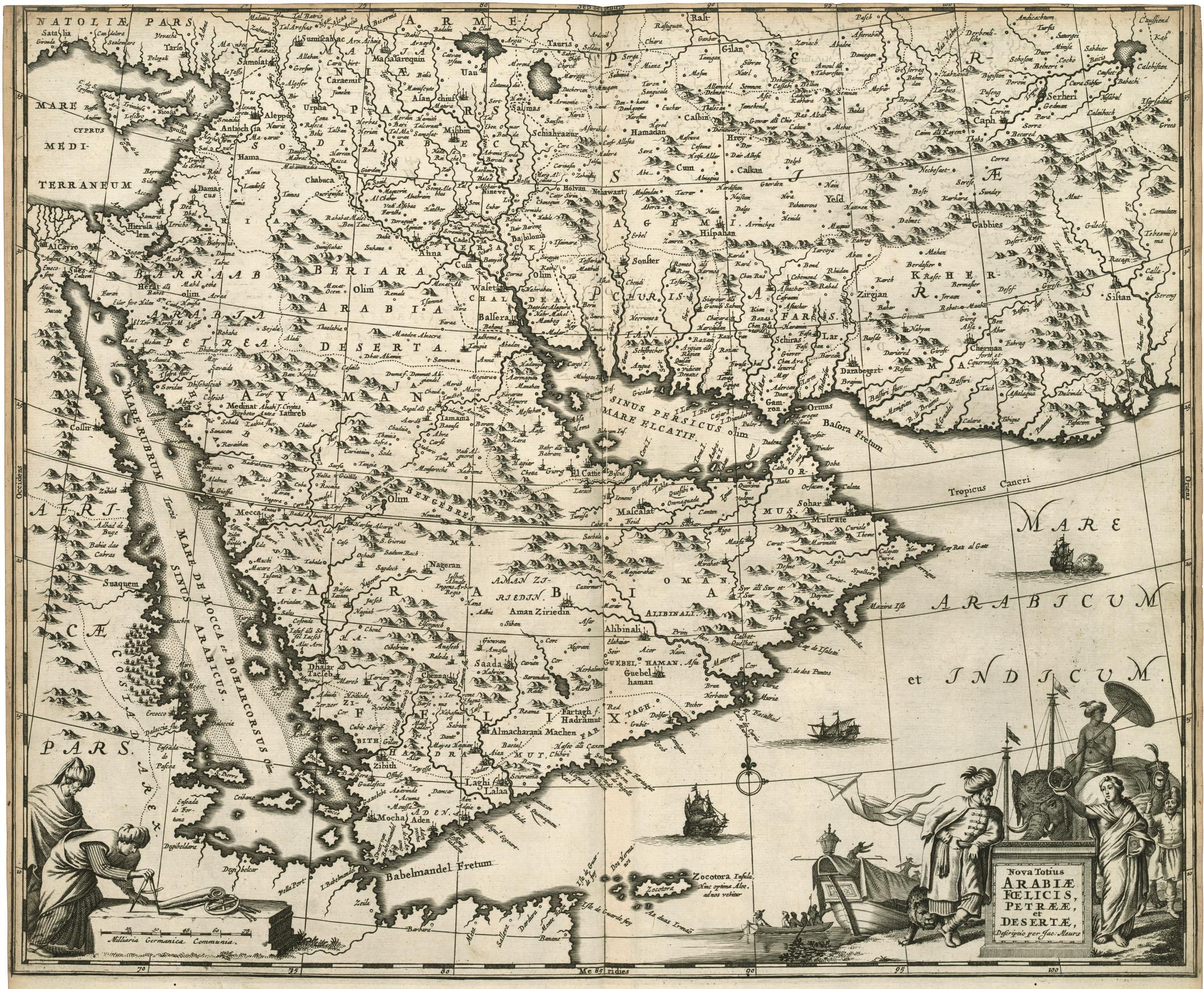
De Rode Zee en de Perzische Golf.

Na een voorspoedige reis over de Arabische Zee kwam de Heusden eind maart aan in Mocha, aan de ingang van de Rode Zee. Hier had Pieter van den Broecke in 1616 de eerste contacten gelegd. Deze stad in Jemen was de 'principalste coopstadt van heel Arrabien Felickx'. Voor de koffiebonen die Van den Broecke er aantrof was destijds nog geen markt in Europa. In 1620 werd er een factorij gesticht voor de verkoop van specerijen in ruil voor edelmetaal, zodat daarvan minder uit de Republiek hoefde te worden gezonden. Visnichs beschrijving van Mocha: 'een tamelijcke well gebouwe stadt van huijsen ende kercken op de Moorsche maniere, leijt in een valeije dight aen den strandt ende is onbemuirt, sorteert onder den Baschia van Jemen'. Er moest hier contant geld worden opgehaald om samen met de koopwaar van de Heusden, meest peper en andere specerijen, in Perzië een handelspost op te zetten. In Mocha was intussen een conflict gerezen tussen de VOC factorij en de Turkse pasja, Fadli Basha ('Foddelij Bassia' in de VOC-missiven), dat zijn oorsprong vond in het buitmaken van Portugese en Indiase schepen door twee schepen van de Compagnie, de Samson en de Weesp, enkele jaren terug. Dit ondanks de vrijpassen die de directeur van Mocha, Willem de Milde, aan de Indiase vaartuigen had verstrekt. Ook de pasja had hierbij schade geleden en eiste dat die vergoed werd. De Milde en zijn 7 medewerkers werden gegijzeld, en handelswaar moest onder de marktprijs aan de pasja verkocht worden. De Compagnie erkende dat er fout gehandeld was maar vond het geëiste bedrag aan schadeloosstelling veel te hoog en wilde dat de medewerkers werden vrijgelaten. Visnich ging meerdere keren aan wal om te onderhandelen met de pasja maar bereikte geen overeenstemming over de kwestie. Desondanks wist hij 10000 realen van achten uit het kantoor mee aan boord te krijgen, waarna de Heusden op 10 mei vertrok. Visnich schreef een rapport over kantoor Mocha voor Batavia, wat gouverneur-generaal De Carpentier deed spreken van 'den desolaten standt' van het kantoor. Het zou later dat jaar door de VOC gesloten worden. De medewerkers zouden nooit vrijkomen. De Milde viel later in handen van tegen de Turken in opstand gekomen Arabieren en moet kort na 1632 gestorven zijn in Ta'izz. Later zou er met tussenpozen nog wel handel worden gedreven op Mocha, maar pas op het eind van de 17de eeuw, toen koffie drinken populair werd in Europa, kwam er weer een permanente vestiging.

## Perzië

### 'In een fraye wooninghe gelogeert'

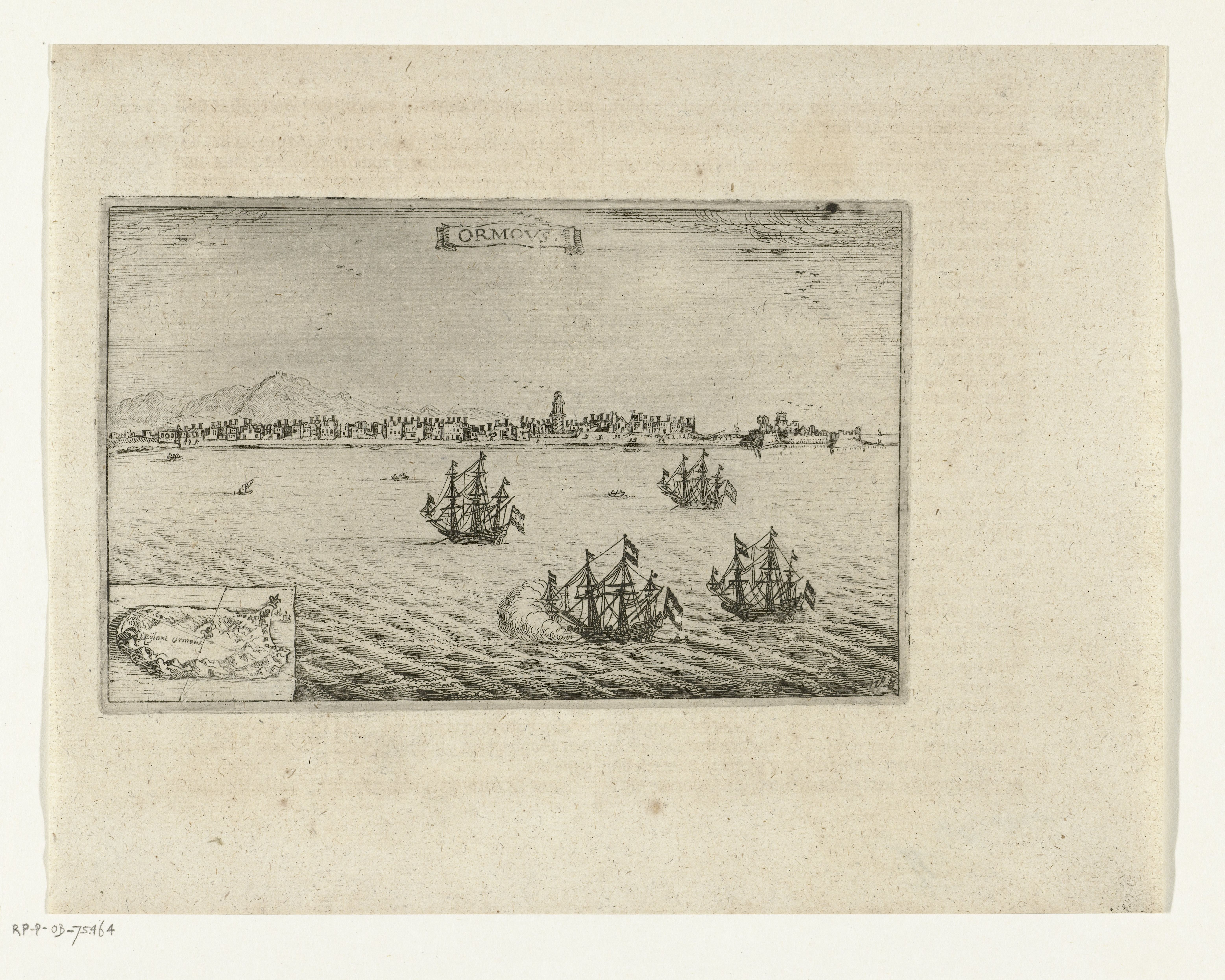
VOC schepen bij Hormuz in 1629.

Op 20 juni kwam de Heusden aan bij het eiland Hormuz aan de ingang van de Perzische Golf. De gelijknamige stad op het eiland bleek verwoest en verlaten te zijn na de verovering op de Portugezen door de Perzen met hulp van de Engelsen het jaar daarvoor. Visnich: 'De stadt van Ormous is heell gedestrueert, maer 't fort weederom in sijn geheell, gelijck ten tijde van de Portugeesen was, zijnde nu in handen van de Persianen, die bij ’t veroovren van de stadt ende het fort naer dat men seijt oover de 600 metale stucken gecreegen hebben, waervan 130 op de wallen lagen, de rest inde aerde, die door de Persianen opgegraven, ende een deell naer Spahan aen den Coninck gesonden, de andre op beijde de forten in Gamron geleijt zijn'. De sultan van Hormuz gaf toestemming om in Gamron, een vissersdorp op het vasteland dat nu onder de naam Bandar-i Abbas (haven van Abbas) de handelsfunctie van Hormuz had overgenomen, de goederen te ontschepen en over land via Lar en Shiraz naar het hof van sjah Abbas in Isfahan te gaan. Visnich ging aan land met een lading goederen ter waarde van 140.000 gulden. Terwijl Lemmens met de Heusden weer terug ging naar Suratte, kwam Visnich medio september in Isfahan aan met koopwaar gedragen door kamelen. Hij deelde onderweg de nodige geschenken uit, en werd in Isfahan riant gehuisvest: 'In Spahan gearriveert, alwaer wy gelijck oock in alle plaetsen daer wy deur gereyst zijn seer wel ontfangen ende van Sijn Mag. in een fraye wooninghe gelogeert zijn'. Isfahan verkeerde in de 17de eeuw in een bloeiperiode, vooral nadat sjah Abbas er in 1598 zijn residentie naar toe had verplaatst vanuit Qazvin. Er waren zo'n 300 openbare badhuizen en 1800 karavanserais. Het centrale plein voor de in aanbouw zijnde Moskee van de sjah, de Masjid-i Sjah, was zeven keer zo groot als het plein van San Marco in Venetië.

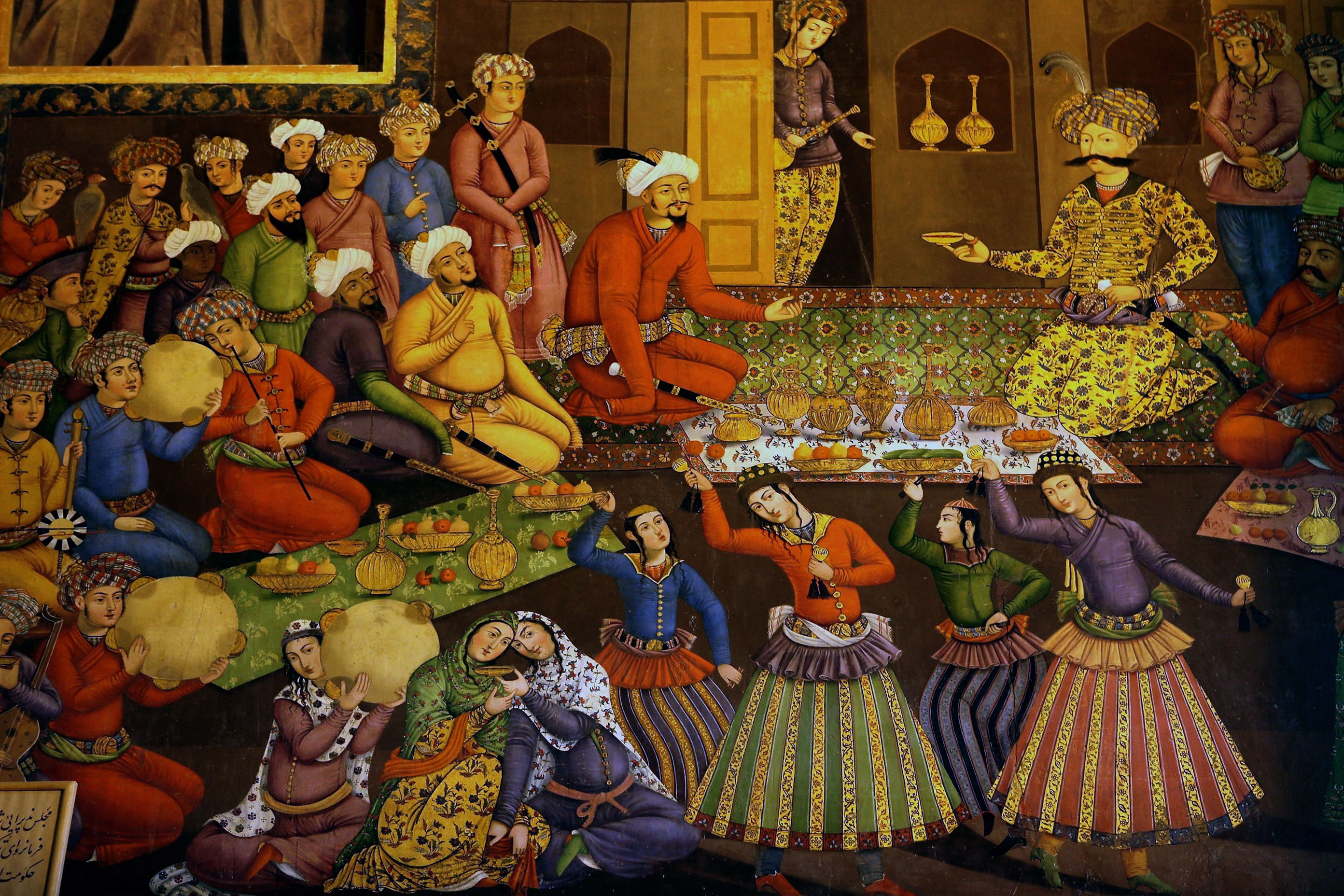
Sjah Abbas I (in gele kledij) aan zijn hof in Isfahan.

De sjah was blij met Visnichs komst. De Compagnie betekende een extra bondgenoot tegen de Portugezen naast de Engelsen, die bovendien met hen om de zijde concurreerde. Ook dacht hij de Ottomanen de inkomsten aan tolheffingen op de karavanen naar Aleppo te kunnen ontnemen als de zijde over zee werd vervoerd. Hij gaf zijn goedkeuring aan bijna alle bepalingen in het door Batavia meegegeven concept contract. Dit werd bevestigd in een firman, een vorstelijk besluit. Het lukte Visnich ook alle koopwaar te verkopen en voldoende zijde in te kopen. Dat laatste mocht alleen bij het hof, in de persoon van de agent van de sjah, 'Molaimbeyck' (Molayem Beg, 'des Conincks koopman'), tegen een vaste prijs. Deze lag boven de marktprijs, maar in ruil daarvoor hoefde de VOC nergens tolrechten of andere belastingen te betalen. In november 1623 schreef Visnich via Aleppo aan de Heren XVII dat hij binnen vier maanden met de lading naar Gamron hoopte te vertrekken, en dat de sjah had gevraagd om enkele 'panciers ofte sacke de maglie (maliënkolders), oock eenige geschroefde loopen van 5 palmen lanck'. De sjah was een militaire hervormer en geïnteresseerd in Europese wapens om te gebruiken tegen zijn aartsvijanden de Ottomanen. De imperiale rivaliteit tussen de Perzische Safawieden en de Turkse Ottomanen werd nog versterkt door een religieuze. De Safawieden waren sjiieten, de Ottomanen soennieten.

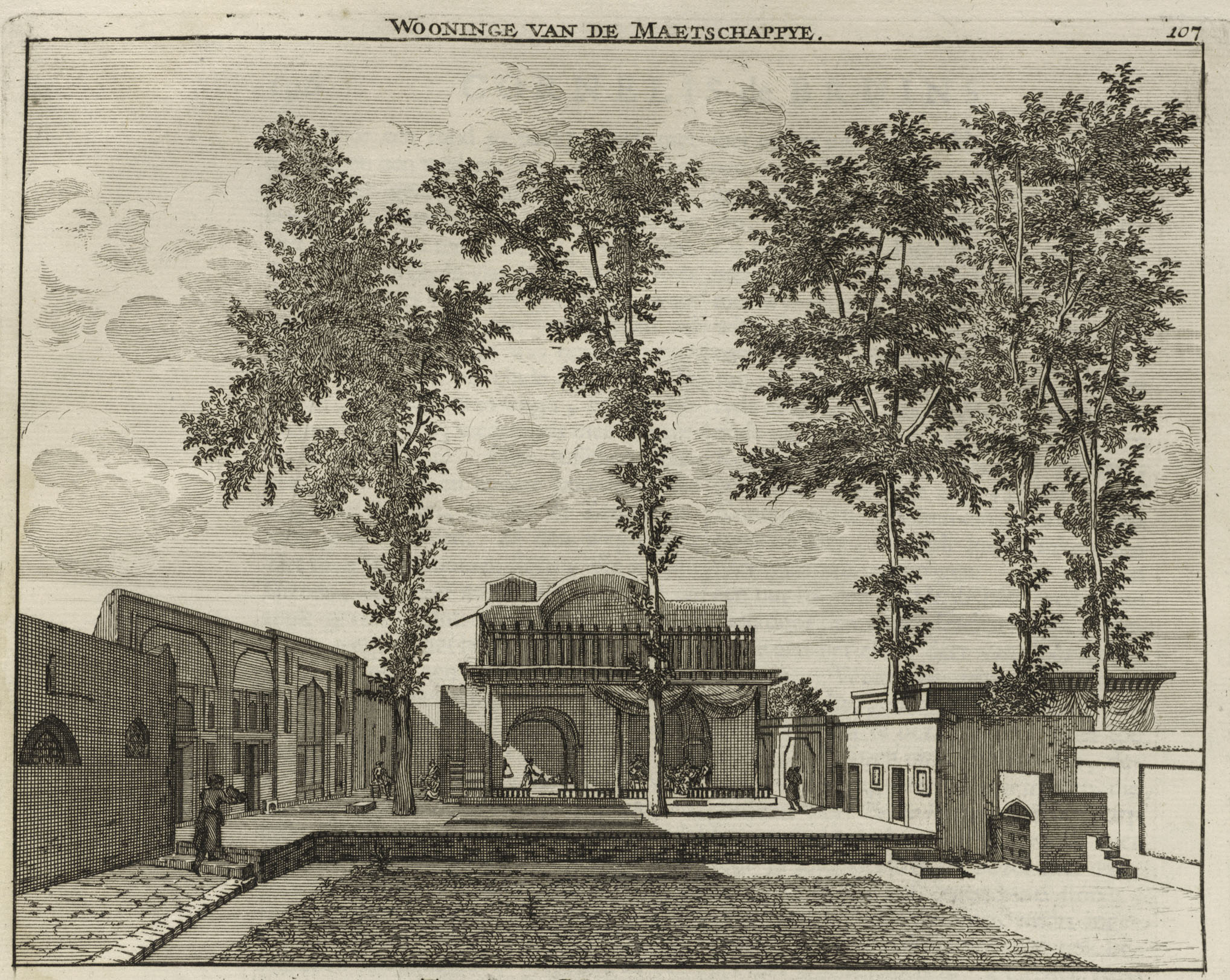
De VOC factorij in Isfahan ca. 1714.

Dat jaar opende Visnich een handelskantoor in Isfahan, om een permanente vertegenwoordiging aan het hof te hebben. Het was een imposant gebouw vlak bij de grote bazaar, met hoge muren, een poort, en omringd door tuinen. De jaren daarna diende het als vertrek- en eindpunt van de VOC-karavanen tussen Gamron en Isfahan. De route liep door de woestijn langs karavanserais, van Gamron op zeeniveau, via Lar en Shiraz naar Isfahan op 1500 meter, met daartussen bergpassen tot 3000 meter die in de winter ingesneeuwd raakten. In Gamron was de hitte in de zomer ondraaglijk, zodat veel mensen dan naar hoger gelegen plaatsen in het binnenland vertrokken. In Isfahan had het VOC-personeel een exorbitante levensstijl om het aanzien van de Compagnie hoog te houden. Het hof werd regelmatig van geschenken voorzien. Visnich bouwde een nuttig relatienetwerk op, waarbij zijn talenkennis van pas kwam. Hij sprak naast Italiaans en Arabisch ook Turks. De voertaal aan het hof van Isfahan was Azerbeidjaans Turks.

### 'Naer de Turckxse wyse ende wetten'

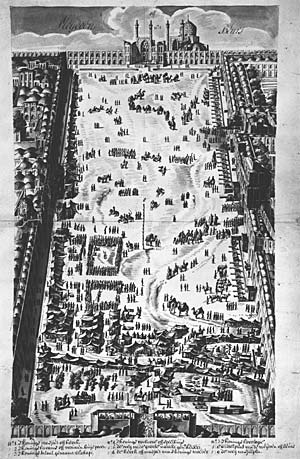
Het centrale plein van Isfahan in 1703. Bovenaan de Moskee van de sjah, beneden de poort naar de Grote Bazaar.

In Visnichs periode als directeur was Perzië de meest winstgevende handelspost van de VOC. De winst was twee keer zo hoog als die in Suratte, wat de nodige jaloezie opwekte bij de collega's daar. De winsten boden ook ruimte om persoonlijke voordelen te behalen door middel van handel op eigen rekening. De grens van corruptie werd daarbij wel eens overschreden zo ver weg van Batavia. Mede daarom was het bij de VOC gebruikelijk om kooplieden na een jaar of vijf naar een ander kantoor over te plaatsen, voor zij al te grote privébelangen konden opbouwen.
In 1625 bemiddelde Visnich bij het zenden van een gezantschap van de sjah, onder leiding van de koopman Moesa Beg, naar de Republiek, via Suratte en Batavia, om steun van de Staten-Generaal te verkrijgen in zijn strijd tegen de Ottomanen. Moesa Beg kreeg in februari 1626 een grootse ontvangst bij stadhouder Frederik Hendrik en de Staten-Generaal in Den Haag, met een optocht van 36 koetsen. Toch was de missie geen succes. De Staten-Generaal wilden de Ottomanen liever te vriend houden vanwege de handel op de Middellandse Zee, en Moesa Beg misdroeg zich met drank en vrouwen. De Compagnie kostte de missie veel geld, en zowel Van den Broecke in Suratte als de Raad van Indië en de Heren XVII waren ontstemd dat de Perzische gezanten op deze manier informatie konden inwinnen over het VOC-bedrijf. Aan de andere kant is het moeilijk in te zien hoe Visnich medewerking aan het gezantschap had kunnen weigeren.
Visnich was een ijverig reiziger. Vaak reisde hij de sjah achterna op diens militaire campagnes omdat de firman jaarlijks vernieuwd moest worden. In januari 1626 reisde hij met geschenken en een brief van de Staten-Generaal naar het legerkamp van de sjah bij de stad Babylon, die door de Ottomanen werd belegerd. In juli reisde hij helemaal naar Qazvin en Soltaniyeh in het noorden om opnieuw bij de sjah een gunstige prijs voor de goederen van de VOC te bedingen en een nieuwe lading zijde te verkrijgen. Hij was hierin succesvol. Sjah Abbas stelde zijn gezelschap op prijs, want Visnich kon in zijn rapport vermelden dat hij maar liefst vijf keer de maaltijd met hem had genoten.

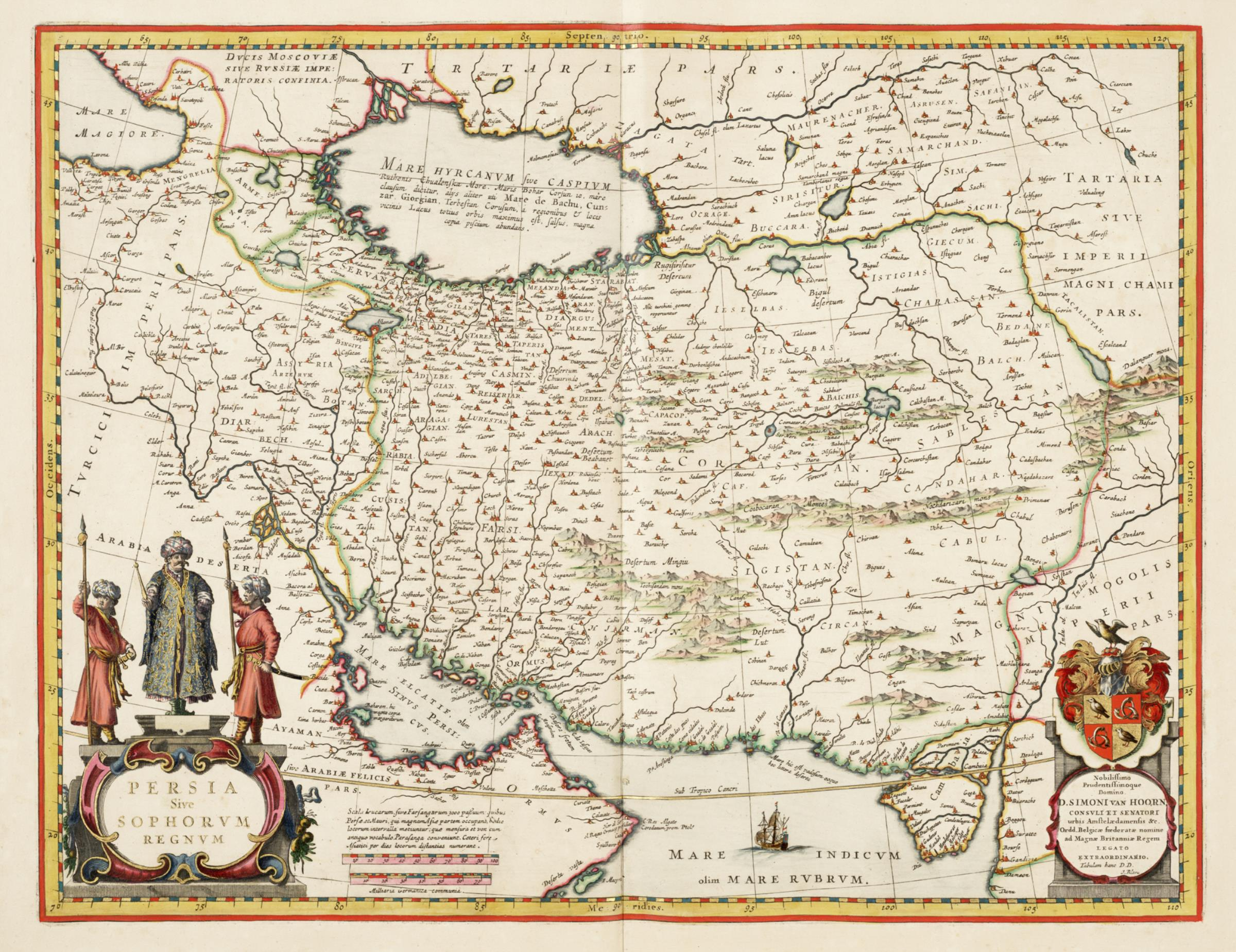
Kaart van Perzië uit 1635 van Blaeu

Ondanks de grote winst die in Perzië gemaakt werd en het nuttige relatienetwerk dat Visnich had opgebouwd met hoogwaardigheidsbekleders in Lar, Shiraz en Isfahan was niet iedereen in de VOC hem goed gezind. Vermoedelijk was zijn eigengereidheid en neiging zijn eigen gang te gaan daarvan de oorzaak, in combinatie met jaloezie op zijn lucratieve positie. In 1627 had Van den Broecke hem er vanuit Suratte al van beschuldigd de Compagniebelangen ondergeschikt te maken aan zijn privébelangen en had zijn boeken laten controleren door een accountant uit Batavia. Deze had echter alles in orde bevonden. Opmerkelijk is dat Visnich het systeem van dubbel boekhouden al hanteerde, terwijl men dat in Amsterdam en Batavia nog niet deed.
In februari 1629 kwam in Gamron een vloot van 6 schepen uit Batavia aan met onder andere een door gouverneur-generaal Coen benoemde gezant namens de Staten-Generaal, Jan Jansz. Smidt, die een tegenbezoek kwam afleggen voor het gezantschap van de met dezelfde vloot terugkerende Moesa Beg. Smidt zou geen vriend van Visnich blijken te zijn. Hij ging in maart met zijn meegebrachte geschenken naar Isfahan en werd daar met alle eer ontvangen door de nieuwe sjah, de 16-jarige Sefi, kleinzoon van Abbas, die in januari was overleden in zijn favoriete verblijfplaats aan de Kaspische Zee. Sjah Sefi gaf de handel in zijde volledig vrij, waar Smidt in meeging. Waarop Visnich zelf naar de sjah ging en van hem gedaan wist te krijgen de zijde volgens de gunstige oude firman van de sjah zelf te mogen kopen. Smidt werd vervolgens ziek en kon lange tijd weinig ondernemen. Later leidde Visnichs actie tot protesten bij Smidt van de Engelsen, die vanuit Djask naar Gamron waren verhuisd maar bij wie de zaken veel minder goed gingen dan bij de Nederlanders. Volgens Visnich trok Smidt partij voor de Engelsen. Smidt noemde Visnich vals en schelmachtig, en jaloers dat Coen niet hem maar Smidt als gezant had aangesteld. Ook zou hij tijdens een dronkenmansruzie het hoofd van het Engelse kantoor, William Burt, geprobeerd hebben iets aan te doen.

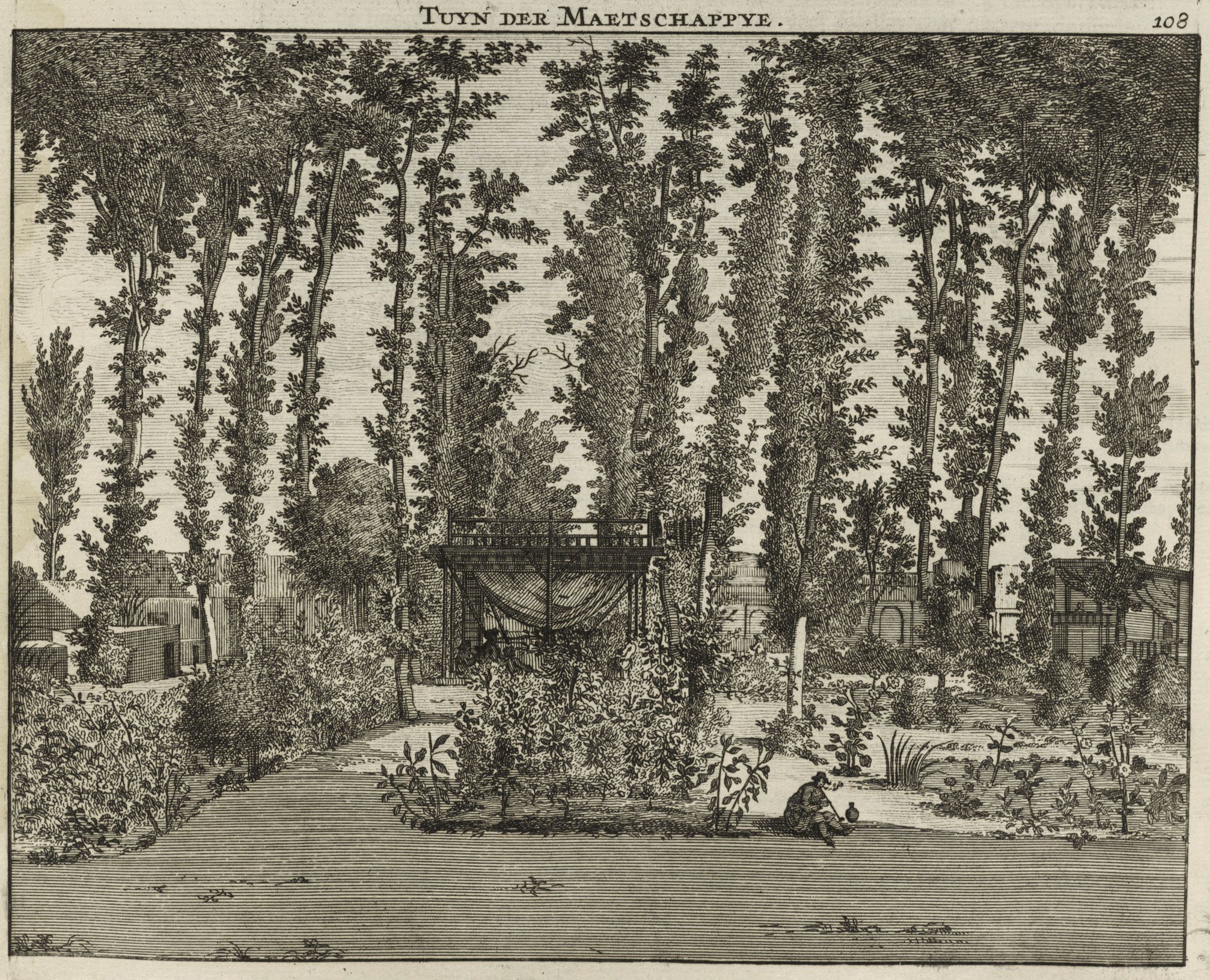
De tuin van de VOC factorij in Isfahan ca. 1714.

Iemand anders die Visnich niet goed gezind was was de schilder Jan Lucasz. van Hasselt, die Visnich nog kende uit Aleppo. Van Hasselt was in Isfahan een hofschilder van sjah Abbas geworden en had Visnich in 1623 geholpen aan introducties bij leden van het hof. Later had hij deel uitgemaakt van de missie van Moesa Beg naar de Republiek. Vermoedelijk waren Visnich en hij zakenpartners in Isfahan. Toen Van Hasselt in 1629 via Suratte en Batavia naar de Republiek ging beschuldigde hij in Batavia op instigatie van Van den Broecke in een brief (een 'remonstrantie') aan Jan Pieterszoon Coen Visnich van particuliere handel met geld van de Compagnie. Het is mogelijk dat Van den Broecke aasde op Visnichs functie. Van Hasselt meldde terloops ook nog dat Visnich met zijn Armeense vrouw 'naer de Turckxse wyse ende wetten' getrouwd was. Zijn brief was vooral gebaseerd op niet feitelijk onderbouwde verhalen van Molayem Beg, de agent van de sjah, met wie Visnich vaak problemen had naar aanleiding van de schaarste aan contant geld bij de VOC. In 1628 had Batavia minder contanten en handelsgoederen naar Perzië gezonden dan het volgens de firman verplicht was. Dat was dus niet de schuld van Visnich, maar samen met de dood in 1629 van zijn beide beschermheren sjah Abbas en Jan Pieterszoon Coen was het zeer ongunstig voor hem. Ook viel de hertog van Shiraz, Imam Quli Khan, een bondgenoot van Visnich en de Compagnie, in ongenade aan het hof. De hovelingen van sjah Sefi wisten weinig van Abbas' gezantschap naar de Republiek, en de gezant Moesa Beg was niet behulpzaam. Eind 1629 vertrok sjah Sefi met zijn leger uit Isfahan om tegen de Turken te strijden. Smidt ging toen op 26 november terug naar Gamron, waar hij op 12 januari aankwam. Visnich volgde later en arriveerde op 7 februari.

### In 'de Put Joseph's'

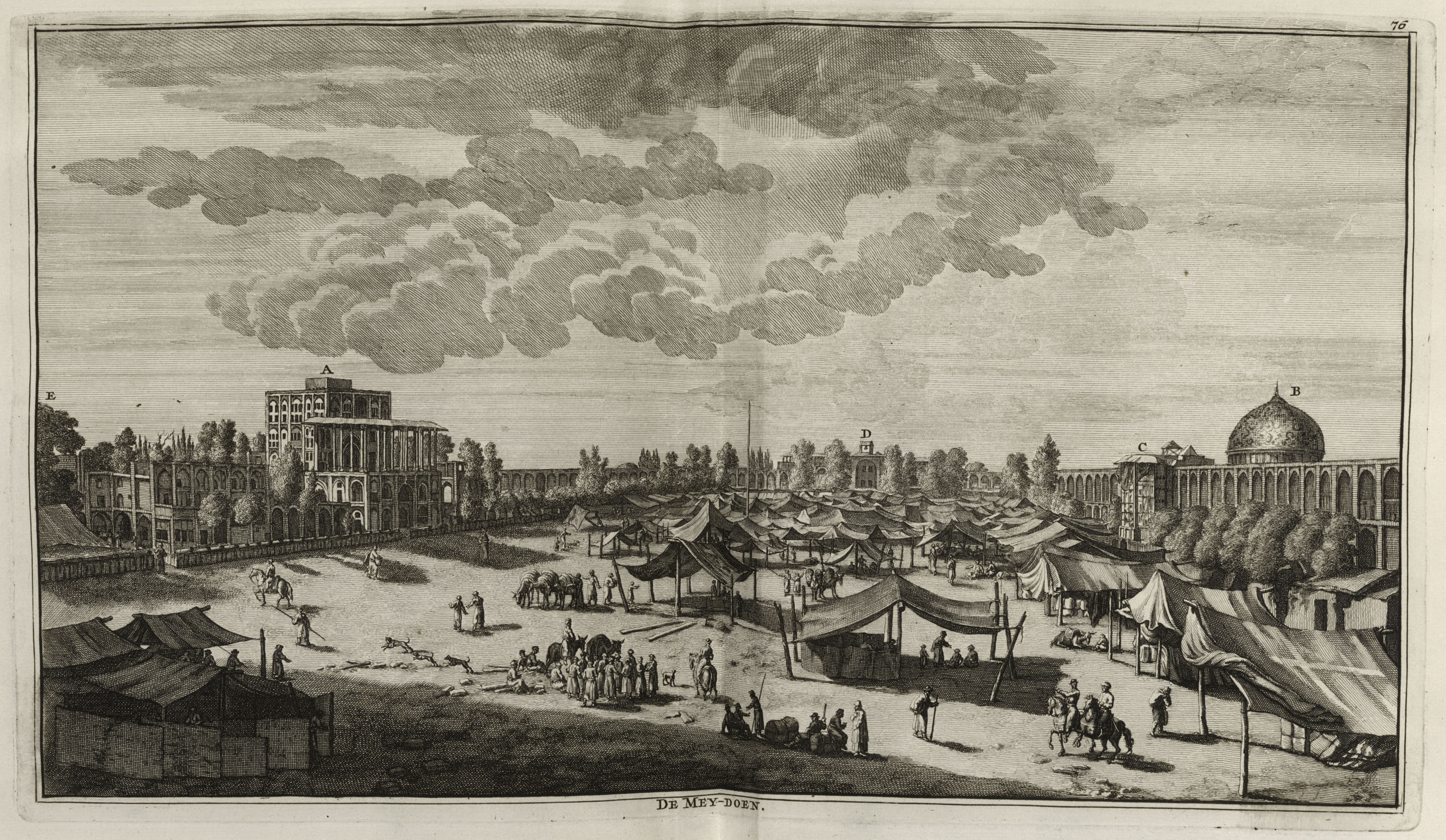
Het grote plein van Isfahan gezien vanaf de Grote Moskee ca. 1714. Links het paleis van de sjah.

Eind januari 1630 arriveerde een nieuwe vloot uit Batavia met geld en handelsgoederen, met aan boord Visnichs opvolger, Anthonie del Court. Visnich zou als commandeur de vloot met ingekochte zijde weer terug naar Batavia moeten leiden. Hij heette Del Court verheugd welkom en schreef voor hem een overdrachtsdocument, maar in plaats van met de vloot mee terug te gaan zei hij dat hij eerst naar Isfahan wilde om meer zijde in te kopen en zijn zaken daar af te handelen. Bovendien had hij er een vrouw en kind. Hij stelde ook voor nog een jaar naast Del Court aan te blijven vanwege de moeilijke situatie op dat moment, maar de scheepsraad van de vloot wees dat af. Volgens Smidt probeerde Visnich de situatie met opzet te verergeren. Hij wilde hem aan boord van de vloot in arrest laten zetten om te voorkomen dat hij naar Isfahan zou vertrekken. De scheepsraad besloot echter dat daar niet voldoende reden voor was en dat de beschuldigingen aan zijn adres slechts 'presumtie' waren. Op 3 maart organiseerde Visnich een afscheidsmaal met meer dan 60 genodigden: de sultan van Gamron, Perzen, Engelsen en Nederlanders. Dezelfde avond vertrok hij echter te paard naar Isfahan. 
Smidt ging toen met de vloot terug naar Batavia, waar directeur-generaal Anthonie van Diemen in december schreef: 'Bij (door) onsen ambassadeur Smith is seer weynich verricht en hebben gemelte Smidt en Vissnich den anderen niet connen verstaen, maer met crakeelen den tijt doorgebracht en becomen hier in plaets van goede rapporten, protesten en crakeelschriften'.

Toen Del Court in de VOC-loge te Isfahan aankwam om zijn opwachting bij de sjah te maken bleek Visnich bij zijn schoonfamilie in de Armeense wijk Djoelfa te zijn gaan wonen. Vandaar uit regelde hij de overdracht van de boeken aan Del Court en verdween toen. De sleutel van zijn kamer in de loge liet hij door zijn schoonmoeder aan Del Court brengen. In december vond men daar in zijn kisten brieven waaruit bleek dat hij over land via Aleppo naar de Republiek wilde reizen, waarschijnlijk om zijn zaak bij de Heren XVII te bepleiten. Aan de consul in Aleppo, zijn vriend Jan van Peenen, schreef hij dat hij uit Gamron was gevlucht omdat zijn geld en goederen door Del Court en de zijnen waren gestolen en dat zij hem met geweld naar Batavia wilden voeren. Hij ondertekende de brief met 'uit de Put Joseph's' (m.a.w. daarin gegooid door zijn broeders).

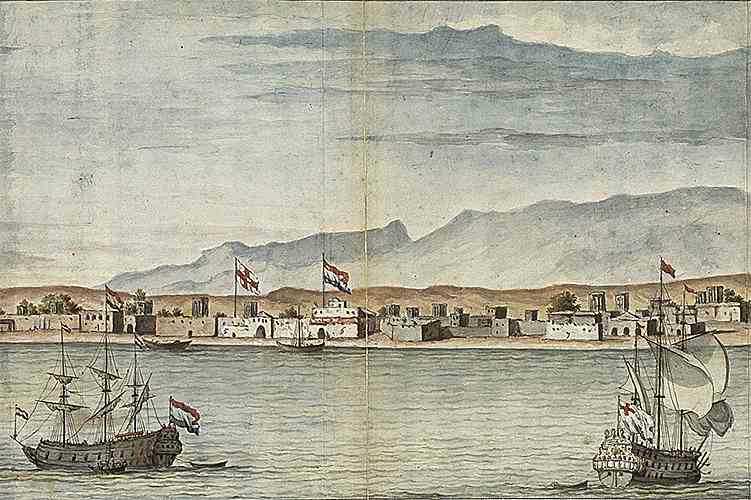
Gamron in 1704, met de Nederlandse en Britse loge naast elkaar.

Wat daarna gebeurde is niet precies bekend. Uit latere correspondentie van de Heren XVII valt op te maken dat hij voorbij Baghdad, in de buurt van Mosul, op bevel van een vizier van de Ottomaanse sultan aangehouden en op beschuldiging van spionage voor de Perzen beroofd en door middel van wurging ter dood gebracht is. In de Engelse archieven trof de historicus Henri Dunlop over de hele Visnich-episode alleen aan: 'their former principal, Visneck, fled these parts, pretending for Holland and left his accounts unfinished or cleared with Mullaymbeage (Molaim Beg), by whose conveyance he made his escape', wat erop zou wijzen dat hij geen ruzie maar een overeenkomst had met Molayem Beg. In Aleppo kocht een Venetiaanse koopman later 26 kostbare tapijten die aan Visnich hadden toebehoord. Een grote partij diamanten 'tusschen de 50 en 60.000 realen van achten waerdich', waaronder één van 32 karaat, was door de vizier aan zijn vrouw gegeven. De Compagnie probeerde tevergeefs de diamanten terug te krijgen, maar de vizier bleek inmiddels ook te zijn omgebracht.
Visnich liet een vrouw en twee kinderen achter: Laurens, omstreeks mei 1630 geboren, en Frangul, een jaar jonger. Zijn vrouw hertrouwde later met een Italiaanse koopman. Del Courts opvolger Nicolaas Overschie vroeg in 1636 aan de Raad van Indië of hij Visnichs kinderen naar Batavia mocht sturen maar het is niet bekend wat van dat verzoek is geworden. In dat jaar kocht de VOC inmiddels twee derde van de totale Perzische zijdeproductie op.

### 'Sware wonde'
Toen Philip Lucasz in januari 1632 in Gamron aankwam oordeelde hij dat de boekhouding van Visnich slecht was geweest, zodat er geen duidelijkheid bestond over wederzijdse vorderingen tussen de Compagnie en Molayem Beg. Deze had heel 1631 geen zijde geleverd. Hoewel de oorzaak hiervan lag in de oorlog tussen de Perzen en de Ottomanen kreeg Visnich ook hier de schuld van. Over de ambassade van Smidt schreef Lucasz: 'De schandelijcke (doch niet min costelijcke) legatie van den ambassadeur Smidt, heeft de Nederlantse natie, een merckelijcke cracq in haere, bij alle natiën, gereputeerde, groot achtbaerht hier te lande naergelaten'.
In 1632 werd Visnich door de Raad van Indië in een brief aan de Heren XVII genoemd als een van de voorbeelden van mensen die niet meer naar Indië moesten worden gestuurd: hun malversaties en zelfverrijking hadden ‘sware wonde ende schadelijcke opstaeckelen in ‘t lichaem van de Compagnie veroorsaeckt’.